# Зубајр ибн ел Авам
Зубајр ибн ел Авам (арапски: الزبير بن العوام بن خويلد‎; 594–656) био је један од пратилаца Мухамеда и заповедник Рашидунске војске.

## Породица и Детињство
Ел Зубајр је рођен у Меки 594. године.‍:75
Његов отац је био Ел Авам ибн Кувајлид из клана Асад који веоди порекло од племена Курејша, чинећи тиме Ел Зубајра нећаком Хадијаха. Његова мајка је била Мухамедова тетка, Сафија бинт Абд ел Муталиб, па је Ел Зубајр био Мухамедов први рођак. Имао је два брата, Саиба и Абдул Кааба; брата мајке, Сафи ибн Ел Харит, који је био из клана Омејада;‍:29 и неколико родитеља, укључујући Хинд бинт Ел Авам, жену Зејд ибн Харита.‍:32
Док је још био дечак, Ел Зубајр се борио са одраслим човеком и тукао га тако жестоко да је рука човека била сломљена. Сафија, која је у то време била трудна, морала је да понесе тог човека кући. Када су пролазници питали шта се догодило, она им је рекла: "Борио се против Ел Зубајра. Да ли сте пронашли Ел Зубајра меканог као сир или или пуног местинга?" Тада су знали да ће одрасти тако да буде јак током рата.‍:765
Ел Авам је умро док је Ел Зубајр још био млад. Мајка га је тукла. Кад јој је речено: "Ти си га убила! Срце си му истргала." Хоћеш ли уништити дечака? "Одговорила је:" Ја сам га тукла да би био интелигентан и да би био храбар у борби. "‍:76
Ел Зубајр је описан као особа средње висине, мршав, тамноплав и длакав, мада са танком брадом. Коса му се спустила до рамена, а он је није обојио након што је постао бео.‍:80

## Прелазак на Ислам
Ел Зубајр је био један од првих пет мушкараца који су прихватили ислам под утицајем Ебу Бекра,‍:115 и за кога се каже да је био четврти или пети одрасли мушкарац.‍:76
Био је један од првих петнаестак емиграната у Абисинији 615. године‍:146 и тамо се вратио 616. године. Док је био у Абисинији, избила је побуна против Негуса (краља). Негус је сусрео побуњенике на обалама Нила. Муслимани, веома забринути да ће изгубити свог заштитника, делегирали су Ел Зубајр-у да им буде носилац вести. Помогнут мешином напуњеном ваздухом, он је пливао низ Нил док није стигао до тачке где се водила битка. Гледао је све док Негус није победио побуњенике, а онда отпливао натраг муслиманима. Потрчао је машући својом одећом и објавио: "Ура, Негус је победио и Бог је уништио своје непријатеље и успоставио га у његовој земљи!" Муслимани су се радовали.‍:153
Ел Зубајр је био међу онима који су се вратили у Меку 619, јер су чули да су Меканци прешли на ислам. "Али када су се приближили Меки, сазнали су да је извештај нетачан, тако да су ушли у град под заштитом једног грађанина или потајно."‍:167–168 Међутим, Ел Зубајр није именовао свог заштитника.
Ел Зубајр се придружио општој емиграцији у Медину 622. године. У почетку је се улогорио са Ел Мундир ибн Мухамедом. Спорно је ко је постао Ел Зубајров "брат" у исламу: варијантне традиције називају тако неке као што су Абдулах ибн Масуд, Талха ибн Убајдула, Кааб ибн Малик и Салама ибн Салама.‍:76‍:234 Мухамед му је дао велико земљиште за изградњу његове куће и неке палме.‍:77 Године 625. Ел Зубајр је добио више палми из земље прогнаног Надирског племена.‍:78

## Војно ангажовање под Мухамедом
Каже се да се Ел Зубајр прикључио свим Мухамедовим војним експедицијама,‍:76 обично обучен у препознатљив жути турбан.‍:77

### Бадр
У бици за Бадр је послан као извиђач и заробио је шпијуна из Меке.‍:295 Затим се борио у бици‍:328 и убио Убајда ибн Саид из клана Омејада.‍:337

### Ухуд
У бици код Ухуда он се добровољно јавио да узме Мухамедов мач "са својим десницом", који је требало да "удари непријатеља њиме док се не савије", и био је "много понижен" када је Мухамед одбио његову понуду.‍:337 Стајао је тако близу меканских жена које су побегле да је могао да види чланке Хинд бинт Утбе.‍:379 Али у том тренутку битка се окренула; Ел Зубајр је био један од шачице мушкараца који су стајали поред Мухамеда кад су други Муслимани побегли и који су га пратили у клисури. "Био је чврст са њим у бици код Ухуда и показао оданост до смрти."‍:78‍:381

### Ров
Током битке за ров, Ел Зубајр је јахао коња. Он се добровољно јавио да донесе вести о племену Курајза Мухамеду, који је одговорио: "Сваки Пророк има ученика, а мој ученик је Ел Зубајр.‍:79

### Хајбар
Године 628. Ел Зубајр се придружио експедицији на Хајбар и одговорио је Јасиру на изазов Јевреја на једну борбу. Његова мајка Сафија упитала је Мухамеда: "Хоће ли убити мог сина?" и Мухамед ју је уверио: "Не, твој син ће га убити, Алахова воља." Ел Зубајр напредна рецитација:
"Хајбар, знај да сам ја Забар,

вођа народа без кукавичког побуњеника,

син оних који бране своју славу,

син принчева.

О Јасир нека те не заваравају сви неверници,

јер су сви они као полагана фатаморгана. "
Борили су се, а Ел Зубајр је убио Јасира. Након тога су муслимани коментарисали колико је био оштар његов мач; Ел Зубајр је одговорио да није био оштар, али да га је користио са великом силом.‍:513–514
Након што су муслимани покорили Ел Камус, јеврејски благајник Кинана је доведен код Мухамеда, али је одбио да открије где је њихов новац сакривен. Мухамед је тада наредио Ел Зубајр-у да га "мучи док не извадите оно што он има. "Ел Зубајр је запалио ватру са кременом и челиком на грудима док није био скоро мртав." Међутим, Мухамед ибн Маслама је заправо обезглавио Кинану, као одмазду за свог брата Махмуда,‍:515‍:330–331који је убијен у борби неколико дана раније.‍:551‍:322–324
Ел Зубајр је касније постао један од осамнаест шефова, од којих је сваки надгледао поделу гомиле плена и њених делова.‍:522

### Мека
У децембру 629, уочи освајања Меке, Мухамед је послао Ел Зубајра и Алија да пресретну шпијуна који је носио писмо Курејшима. Када нису могли да пронађу писмо у њеном пртљагу, схватили су она мора бити сакривена на тој особи, па су претили да ће је скинути. Затим је шпијун извадио писмо које је сакрио у коси, а Ел Зубајр и Али су га вратили Мухамеду, уверени да ће муслимани сада изненадити Меку.‍:545
Када је Мухамед ушао у Меку, Ел Зубајр је држао једану од трију заставе исељеника‍:78 и командовао левим крилом освајачке војске.‍:549 Такође се борио у бици код Хунајна.‍:670

## Каријера након Мухамеда
У трећој седмици јула 632. калиф Ебу Бекр је скупио војску углавном из Бану Хашима (клан Мухамеда) да брани Медину од предстојеће инвазије одметничких снага Тулајха, самопроглашеног пророка. Војска је укључивала сталне присталице као што су Зубајр и Талха ибн Убајдула. Сваки од њих је именован за команданта једне трећине новоформираних снага. Имали су своје улоге током ратова Риде; међутим, нису се суочили са било каквом борбеним сценаријом.
Ел Зубајр је био најуспјешнији командант на терену током муслиманског освајања Египта под калифом Омаром. Он је командовао пуком у одлучујућој бици за Јармук у 636. години, а 640. је командовао појачањима која су послата Амр Ибн ел Асу у Египат.
Када је Омар умро 644. године, изабрао је Ел Зубајра и пет других мушкараца да изаберу следећег калифа.‍:71 Они су уредно изабрали Османа,‍:72 током чијег калифата Ел Зубајр није био укључен у политичка или војна питања. Ел Зубајр је био опрезан када је говорио о Мухамеду, иако је стално био у његовом друштву. Као што је објаснио свом сину Абдулаху, "чуо сам да Алахов Посланик каже:" Свако ко каже лаж о мени треба да заузме место у Ватри. "‍:80

## Жене и деца
Ел Зубајр се женио осам пута и имао двадесеторо деце.‍:75
1. Асма бинт Аби Бкр. Венчали су се пре Хиџре 622. и развели се када је Урва била млада, тј. Око 645. године.[2]‍:179
  1. Абдулах
  2. Ел Мундир
  3. Асим
  4. Ел Мухаџир
  5. Хадиџа Старији
  6. Ум Ел Хасан
  7. Аиша
  8. Урва
2. Ум Култум бинт Укба из клана Омејада. Вјенчали су се 629. године, али "није му се свиђала", и разведени су за неколико месеци. По рођењу њихове кћери, Ум Култум се оженио Абдур Рахман бин Авф.[2]‍:163
  1. Зајнаб
3. Ел Халал бинт Кајс из племена Асад.
  1. Хадиџа Млађи
4. Ум Халид Ама бинт Халид из клана Омејада. Она је била један од емиграната који су се вратили из Абисиније 628. године. [2]‍:164
  1. Халид
  2. Омар
  3. Хабиба
  4. Савада
  5. Хинд
5. Ар Рабаб бинт Унајф из племена Калб.
  1. Мусаб
  2. Хамза
  3. Рамла
6. Атика бинт Зајд из Ади клана, Омарова удовица.[1]‍:85
7. Тумадир бинт Ел Асбаг из племена Калб, удовица Абдур Рахман ибн Авфа. Ел Зубајр се развео од ње само седам дана након венчања. Говорила је другим женама: "Када се једана од вас уда, не би требало да буде преварена седам дана касније као што ми је Ел Зубајр то учинио.[2]‍:208–209" Она, међутим, није проширила природу "обмане".
8. Ум Џафар Зејнаб бинт Мартхад из племена Талаба.
  1. Убајда
  2. Џафар

Жене Ел Зубајр-а су се жалиле да је имао "неке грубости према женама".‍:163 Асма је желела развод након што је везао њу и њену (неименовану) слушкињу за косу и тукао их обоје "озбиљно". Ебу Бекр је саветовао своју ћерку да је Ел Зубајр "праведан" човек, и да зато не би требало да га напусти, или да се поново уда после његове смрти, јер би њена награда за њено стрпљење била да се поново споји са њим у рају.‍:177 Асма се такође присетила: "Кад год би укорио једног од нас, он би одломио грану из дрвених вешалица за одећу и тукао је док је не би сломио о њу." Ум Култум га је директно питала за развод, а када је одбио, преварила га је тако што га је гњавила док је био заузет ритуалним прањем за молитву. Ел Зубајр се жалио: "Преварила ме је, нека је Алах превари!" Мухамед му је саветовао да јој поново предложи брак, али Ел Зубајр је то схватио: "Никада ми се неће вратити."‍:163 Атика се само сложила да се уда за њега под условом да је никада неће тући.

## Битка Камила
Осман је убијен 656. године. Ел Зубајр је имао разлога да се нада да ће бити изабран за следећег калифа, иако је знао да је његов стари савезник Талха такође јак кандидат. Али Али је изабран,‍:166,176 због беса Мухамедове удовице Аише.‍:52Након тога, Ел Зубајр се састао са Аишом и Талхом у Меки, тврдећи да је он само дао лојалност Алију на мачевима.‍:176
Ел Зубајр, Талха и Аиша позвали су на освету Османа, а док се Али сложио, и рекао да то није могао у то време.‍:18 Тада су савезници сакупили војску и марширали у Басру. У Басри, међутим, они су поразили гувернера и преузели град,‍:69–70,76убијајући свакога ко је био умешан у убиство Османа.‍:73 Када су се суочили са питањем зашто сада брину о Осману када су му током живота показали толико непријатељства, тврдили су: "Желели смо да Осман испуни наше захтеве. Нисмо хтели да он буде убијен."‍:69
Али се свакако понашао као човек који је сумњао у непријатељство према себи, јер је ускоро ушао у Басру са професионалном војском од двадесет хиљада.‍:121 Неколико дана су се водили преговори, јер су обе стране тврдиле да желе само да виде правду.‍:122,129,130,132,152 Али, 7. децембра 656. је избило непријатељставо. Аишини ратници су убили Алијевог гласника, а Али је одговорио: "Битка је сада оправдана, зато се борите против њих!"‍:126–127
Ел Зубајр је, међутим, изгубио жељу да се бори. Он је рекао да га је Алија током преговора изговорио на основу тога што су они рођаци; али га је његов син оптужио да се боји Алијеве војске. Ел Зубајр је напустио борбено поље док је Аиша наставила да усмерава своје трупе. Човек по имену Амр ибн Џурмуз одлучио је да прати његово кретање и следити га до оближњег поља. Било је време за молитву, тако да су, након што су се сви питали шта тамо толико дуго ради, пристали да се моле. Док је Ел Зубајр клањао, Амр ибн Џурмуз га је убо у врат и убио.‍:111–112,116,126,158–159

## Заоставштина
По својој вољи Ел Зубајр је напустио кућу како би је оставио за све своје разведене кћери.‍:80 Оставио је трећину своје имовине у завештањима и наложио свом сину Абдулаху да прода остатак његове имовине како би отплатио своје дугове, позивајући се на Алаха ако се не може платити. Абдулах је утврдио да дугови износе 1.200.000,‍:81 претпоставља се у дирхамима. Иако је Абдулах био у невољи да подмири све своје дугове, четири Ел Зубајр-ове удовице су на крају наследиле 1.100.000, оставивши преко 30.000.000 да се подели међу његовом децом.‍:81–82
Ел Зубајр ибн Ел Авам је био један од десет Муслимана којима је Мухамед обећао Рај док су још били живи.